# Pachycephala lorentzi
Pachycephala lorentzi là một loài chim trong họ Pachycephalidae.